# Autostrada A252 (Niemcy)
Autostrada A252 (niem. Bundesautobahn 252 (BAB 252) także Autobahn 252 (A252)) – była autostrada w Niemczech przebiegająca w całości po terenie Hamburga z zachodu na wschód. Pierwotnie planowana jako połączenie pomiędzy autostradami A7 i A255.
Do 6 października 2019 roku A252 była najkrótszą z niemieckich autostrad. Wcześniej tytuł ten miała A862 o długości 400 m, którą przemianowano na odgałęzienie A5.
Na żadnym ze znaków kierunkowych nie występował numer A252 – w kierunku południowym oznakowana była jako droga federalna B75, zaś w północnym jako B4 i B75.
6 października 2019 roku, wraz z otwarciem nowego przebiegu ulicy Wilhelmsburger Reichsstraße przeklasyfikowano A252 na odcinek drogi federalnej B75. Jednocześnie węzeł autostradowy Kreuz Hamburg-Süd przemianowano na Dreieck Norderelbe.

Autostrady w rejonie Hamburga.